# Aiamaa
Aiamaa is een plaats in de Estlandse gemeente Nõo, provincie Tartumaa. De plaats heeft 102 inwoners (2021) en heeft de status van dorp (Estisch: küla).
Aiamaa ligt ca. 4 km ten noordoosten van Nõo, de hoofdplaats van de gemeente. De rivier Ilmatsalu ontspringt tussen Aiamaa en Läti in de gemeente Kambja.

## Geschiedenis
Aiamaa werd in 1582 voor het eerst genoemd onder de naam Aiamegi. De nederzetting lag op het grondgebied van het landgoed van Meeri.
De begraafplaats van Nõo (Estisch: Nõo kalmistu) ligt op het grondgebied van Aiamaa. Ze werd in de 18e eeuw gesticht door Carl Magnus von Löwenwolde (1728-1799), die er zelf ook begraven lgt. Oorspronkelijk was de begraafplaats bedoeld voor de Baltisch-Duitse families von Löwenwolde en von Knorring. Hun graven liggen op een afgescheiden deel van het terrein. Een bekende persoonlijkheid die hier begraven is, is de dichter Martin Lipp.
Aiamaa kreeg in de jaren dertig van de 20e eeuw een station aan de spoorlijn Tartu - Valga, dat in 2008 gesloten werd.

## Foto's

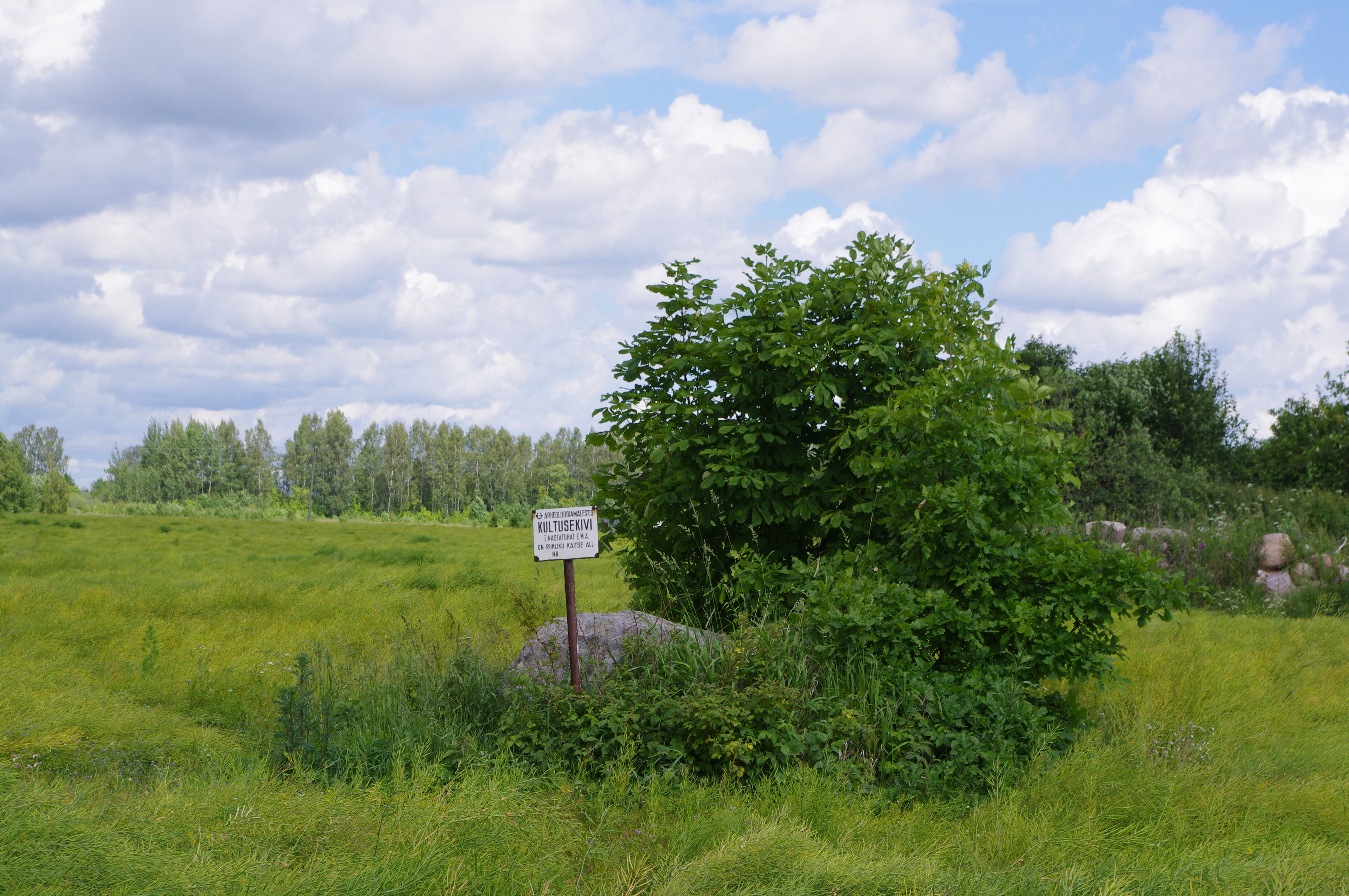
Voorchristelijke offerplaats
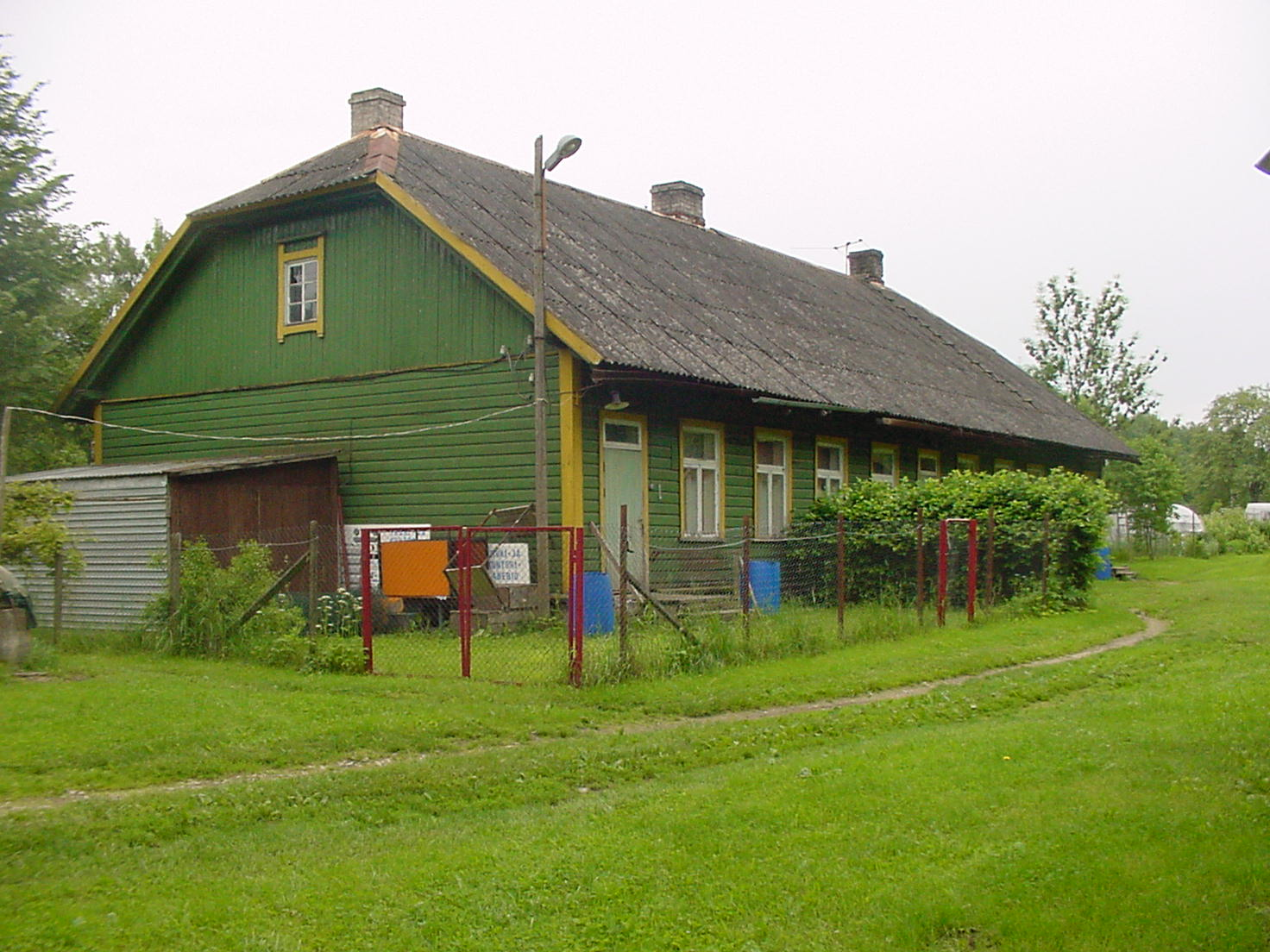
Het voormalige station van Aiamaa
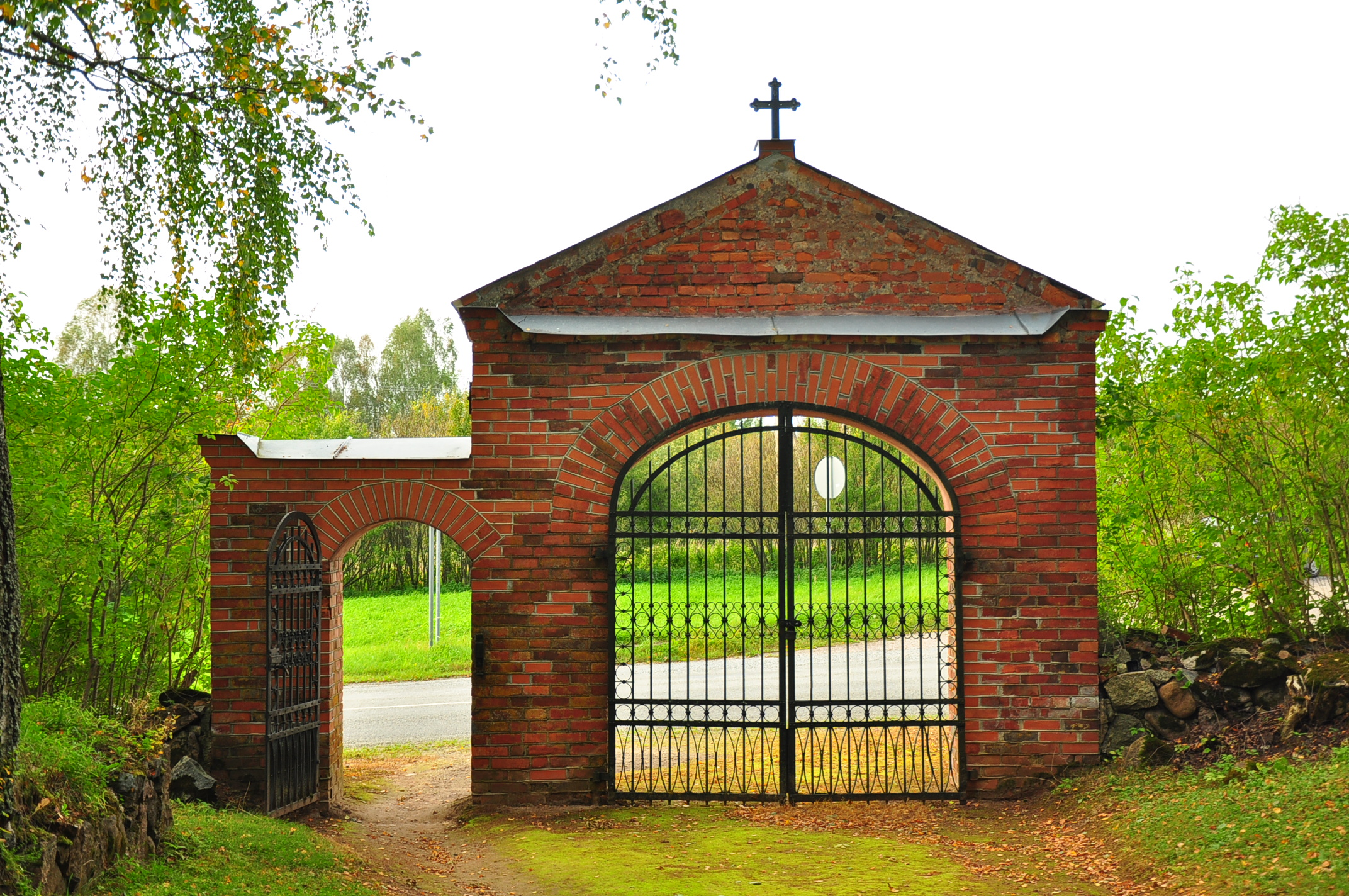
Toegangspoort tot de begraafplaats
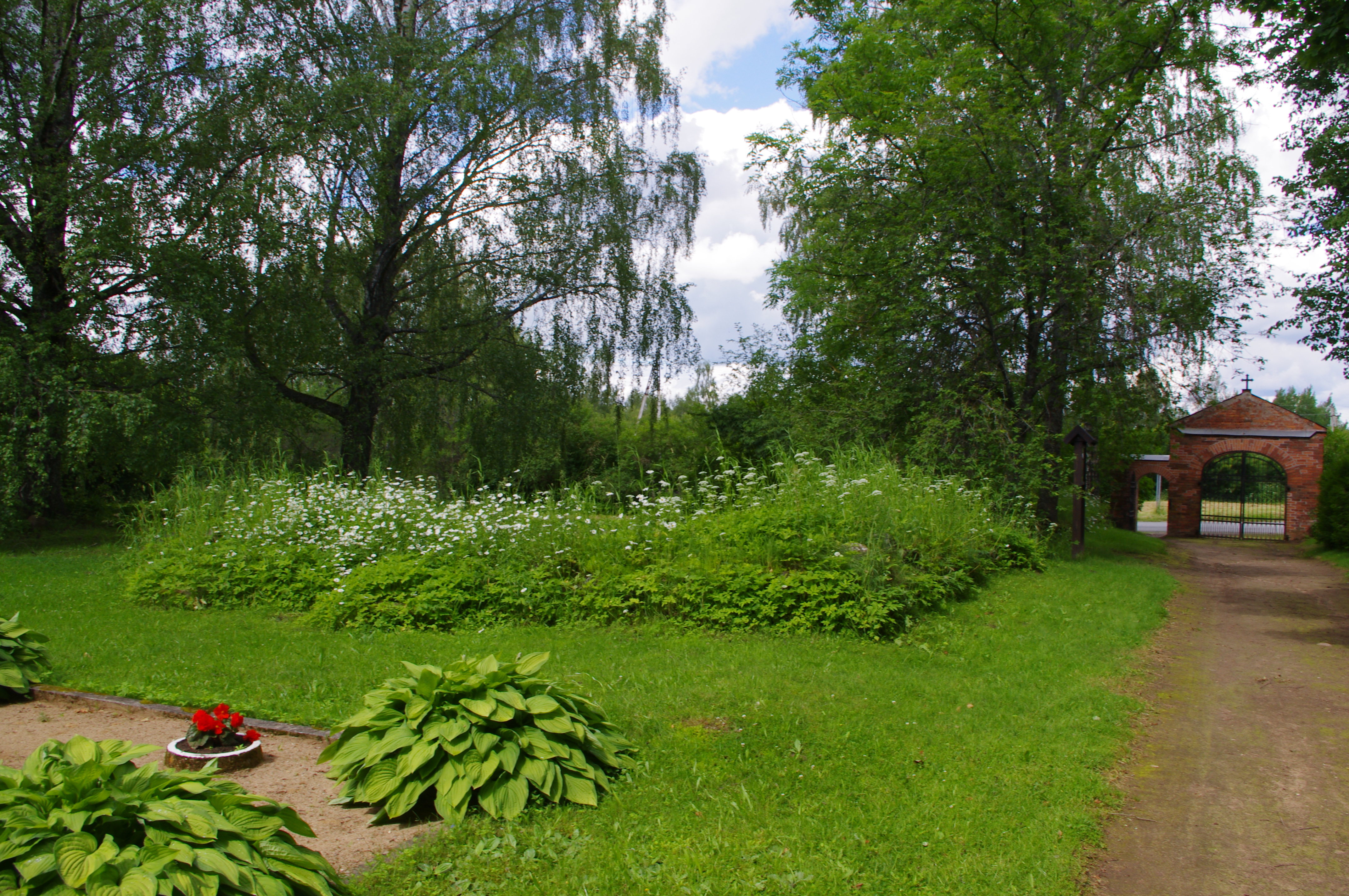
De begraafplaats